# Вос, Джоан
Джоан Вос (англ. Joan Vohs), имя при рождении Элинор Джоан Вос (англ.  Elinor Joan Vohs; 30 июля 1927 года — 4 июня 2001 года) — американская актриса кино и телевидения, более всего известная ролями в фильмах 1950-х годов.
Наиболее заметными фильмами с участием Вос были «Форт Ти» (1953), «Полиция нравов» (1953), «Сабрина» (1954), «Крик о мщении» (1954), «Форт Юма» (1955), «Полночный кошмар» (1956) и «Приманка на болотах» (1957). В 1960-е годы она играла постоянные роли в телесериалах «Три моих сына» (1964—1969) и «Семейное дело» (1966—1969).

## Ранние годы и начало карьеры
Джоан Вос, имя при рождении Элинор Джоан Вос, родилась 30 июля 1927 года в Нью-Йорке. Её мать была профессиональной моделью, которая безуспешно пыталась стать актрисой. Двух своих дочерей, Джоан и Миллисент, она с ранних лет стала водить на просмотры в агентства моделей и рекламные агентства. В то время как Миллисент вскоре прекратила попытки попасть в шоу-бизнес, Джоан с самого начала обратила на себя внимание представителей отрасли.
В 15 лет Джоан уже была успешной моделью, а год спустя стала самой молодой танцовщицей ансамбля The Rockettes в истории «Радио-сити-мьюзик-холла», и это достижение так никто и не превзошёл. Одновременно Джоан была моделью знаменитого агентства Гарри Коновера. Как вспоминала Вос: «Я делала всё и была в восторге от этого. Моя мать не умела кого-либо проталкивать, но каждый раз, когда она видела открывающуюся для меня возможность, она добивалась того, чтобы я ей воспользовалась. Я любила танцевать и наслаждалась вниманием».
С 1944 года Вос также выступала на Бродвее в мюзиклах «Следуй за девушками» (1944—1946, на подмене) и «Салонная история» (1947). Как вспоминала Вос: «Когда я работала на Бродвее, на меня обратил внимание агент по поиску талантов со студии MGM, и меня увезли в Голливуд».

## Карьера в кинематографе
В 1949 году Вос дебютировала в кино, сделав четыре фильма, в каждом из которых исполнила роль белокурой красавицы-модели. Она была одной из красоток (без указания имени в титрах) в своём первом фильме, романтической комедии «Девушка с Джонс-бич» (1949), где художник в исполнении Рональда Рейгана вёл поиск идеальной женской формы. В том же году Вос получила сходные роли «модели» или «девушки» (без указания в титрах) в трёх музыкальных комедиях — «Мои сны твои» (1949), «О, да, это моя детка» (1949) и «Это великое чувство» (1949). Она также сыграла эпизодическую роль крестьянки в музыкальной комедии по повести Н. В. Гоголя «Ревизор» (1949).
На следующий год Вос сыграла роль второго плана в мелодрама «Сельская ярмарка» (1950) с Рори Кэлхуном, и добилась большего успеха с мелодрамой «Школа для девочек» (1950), который поставил Лью Лэндерс. Затем Вос исполняла один танцевальных номеров в романтическом мюзикле Стэнли Донена «Королевская свадьба» (1951) с Фредом Астером и Джейн Пауэлл. Об этой картине Вос вспоминала: «Фред был гениален, грациозен как лебедь, но работящ как бык. Он был перфекционистом до самого конца». После этого последовала снова эпизодическая роль хористки в музыкальной комедии «Я увижу тебя в своих снах» (1951) с Дорис Дэй в главной роли.
В 1953 году Вос сыграла в фильме нуар «Полиция нравов» (1953) с Эдвардом Г. Робинсоном в главной роли офицера полиции нравов, который оказывается в гуще криминальных событий Лос-Анджелеса. Как отмечено в рецензии журнала TV Guide, фильм «делает попытку реалистично показать полицейскую жизнь, заставляя Робинсона пройтись по всей работе полицейского, как будто она происходит за одну смену. Робинсон довольно убедителен, и его игра поднимает картину над средним уровнем».
Вестерн «Форт Ти» (1953) был первым широкоформатным 3D-фильмом в системе Technicolor со стереофоническим звуком, который снимался на открытом воздухе. В этом вестерне, действие которого происходит вокруг Форта Тикондерога, речь шла о войне между индейскими племенами и французскими войсками в середине XVIII века. Вос сыграла «красивую белокурую и не такую уж глупую Форчун Меллори», которую англичане подозревают в том, что она является внедрённой французской шпионкой. Одновременно у неё развивается роман с английским капитаном Джедом Хорном, роль которого играет Джордж Монтгомери. В другом фильме этого года, спортивном байопике «Сумасшедшие ноги» (1953) Вос сыграла главную женскую роль жены реальной звезды американского футбола Элроя «Сумасшедшие ноги» Хирша.
В середине 1950-х годов Вос подписала контракт с Paramount Pictures, где сразу же сыграла важную роль Гретхен Ван Хорн в романтической комедии Билли Уайлдера «Сабрина» (1954) с участием Хамфри Богарта и Одри Хэпбёрн. Как позднее вспоминала Вос, «„Сабрина“ был чудесным фильмом для работы благодаря как самой истории, так и актёрам. Одри Хэпбёрн не была похожа ни на одну актрису, с которыми приходилось работать. Она обладала собственным уникальным качеством, и все в неё влюблялись».
В том же году в независимом фильме нуар «Крик о мщении» (1954) Вос сыграла Лили Арнольд, бывшую девушку хорошего копа Вика Бэрона (Марк Стивенс), которая после расставания с ним связалась с гангстерами. Когда они встречаются после многолетнего перерыва, Лили решает помочь Вику найти гангстера, который, как тот подозревает, убил его жену и ребёнка. Когда Вик отправляется на Аляску на поиски предполагаемого убийцы, Лили следует за ним. Там её настигают и убивают гангстеры таким образом, чтобы подозрение пало на Вика. Современный историк кино Дэвид Хоган обратил внимание на сходство этой картины со знаменитым нуаром «Большая жара» (1953), который вышел годом ранее. Он, в частности заметил, что Скип Хомейер в роли киллера «нагло копирует персонаж Ли Марвина из „Большой жары“, а Джоан Вос даёт новую интерпретацию персонажа Глории Грэм» (из того же фильма).
В 1955 году Вос отказалась от предложения продюсера Хэла Б. Уоллиса сыграть на Paramount в комедии «Художники и модели» (1955) вместе с коммерчески успешным дуэтом в составе Дина Мартина и Джерри Льюиса, так как не хотела играть ещё одну роль глупой блондинки. Как вспоминала Вос: «Студия считала меня трудной, хотя я считала свою позицию вполне благоразумной. Я должна была играть пушистых барышень, а мне хотелось чего-то жёсткого. К сожалению, студийный магнат Адольф Цукор видел всё по-другому, и после моей попытки побороться за лучшие роли со мной вообще разорвали контракт».
В 1955 году Вос сыграла главную женскую роль в независимом вестерне категории В «Форт Юма» (1955), затем — главную женскую роль на студии Republic Pictures в криминальной драме «Полночный террор» (1956) со Скоттом Брейди, а также в культовой приключенческой криминальной мелодраме категории В «Приманка на болотах» (1957). Это был её последний фильм.

## Карьера на телевидении
Начиная с 1950 года, Вос стала работать на телевидении, сыграв в широком диапазоне ролей в таких телесериалах, как «Театр у камина» (1950—1951), «Большой город» (1952), «Видео-театр „Люкс“» (1953—1955), «Телевизионный театр „Форда“» (1954), «Шоу Боба Каммингса» (1955), «Фронтир» (1955), «Миллионер» (1955—1960), «Маверик» (1957), «Папа-холостяк» (1959), «Перри Мейсон» (1959) и «Гавайский детектив» (1959—1960) и «Бунтарь» (1961).
В 1960-е годы Вос имела постоянные роли в двух ситкомах — «Три моих сына» (1964—1969) и «Семейное дело» (1966—1969). В 1969 году Вос оставила актёрскую профессию, чтобы заниматься семьёй. Позднее Вос вспоминала: «Мне больше нравилось работать на телевидении, чем заниматься поиском ролей в кино. К тому времени у меня уже была семья, и я не могла тратить долгие напряжённые часы, которые требует работа над фильмом».

## Актёрское амплуа и оценка творчества
Джоан Вос была высокой сексуальной блондинкой с привлекательной внешностью из Нью-Йорка, которая с 15 лет стала работать в модельном бизнесе, а с 16 лет выступать в качестве танцовщицы ансамбля The Rockettes в «Радио-сити-мьюзик-холле», а также на Бродвее.
В 1949 году она отправилась в Голливуд, где в первые годы получала исключительно эпизодические роли красивых хористок и танцовщиц. Не довольная таким поворотом карьеры, она вела постоянную борьбу с продюсерами, которые видели её в стереотипным образе «глупой блондинки». В 1955 году она жаловалась в интервью «Лос-Анджелес Таймс»: «Став глупой блондинкой однажды, останешься ей навсегда — так думают многие продюсеры и директора по кастингу». Как отмечает Мирна Оливер, «хотя она боролась с безмозглым образом с некоторым успехом, тем не менее она не могла избежать того, чтобы её считали красивой». Однако, как отметил кинокритик Говард Матти-Мьюз, «довольно скоро ей надоело играть стереотипных глупых блондинок, и она всячески пыталась избегать этого амплуа».
В конце концов, за свою карьеру Вос всё-таки получила возможность поработать в разнообразных жанрах от вестернов и фильмов нуар, до романтических комедий и научной фантастики, а также сняться в трёхмерном фильме. По словам кинокритика Эйлин Ковальски, хотя её кинокарьера не вышла за пределы 1950-х годов, тем не менее, она оставила памятные роли в таких фильмах, как «Форт Ти», «Сумасшедшие ноги» и «Крик о мщении». В конце карьеры она снялась в нескольких низкобюджетных голливудских фильмах, главным образом, в боевиках. После непродолжительной голливудской карьеры Вос сосредоточилась на семье, преподавании в воскресной школе и на детях.

## Личная жизнь
В 1959 году Вос вышла замуж за телепродюсера Джона Дж. Стивенса, который, в частности, работал над сериалами «Мои три сына» (1961—1971) и «Семейное дело» (1966—1971). У пары родилось двое сыновей — Уильям и Лори. Брак продлился вплоть до смерти Вос в 2001 году.
Верная христианка, даже в период своей голливудской славы Вос продолжала вести занятия в воскресной школе, часто к удивлению своих коллег-актёров. Она говорила: «Я уверена, что они воспринимали это как своего рода рекламный ход, но я лишь выполняла свой долг».
После ухода из актёрской профессии она прожила 35 лет в Тарзане, Калифорния, под именем миссис Джон Стивенс. Лишь однажды за это время ей предложили вернуться в кино, когда режиссёр Сидни Поллак пытался уговорить её сыграть камео-роль в ремейке «Сабрины» (1995). Как вспоминала актриса: «Должна признать, я была польщена. Но у меня не было тяги к этому и я не нуждалась в деньгах, и потому я решила отказаться от столь доброго предложения Сидни и почивать на своих лаврах».

## Смерть
Джоан Вос, которая после замужества носила имя миссис Джон Стивенс, умерла в Тарзане, Калифорния, 4 июня 2001 года в возрасте 73 лет от сердечной недостаточности.

## Фильмография
| Год       |   | Русское название               | Оригинальное название       | Роль                                                 |
| --------- | - | ------------------------------ | --------------------------- | ---------------------------------------------------- |
| 1949      | ф | О да, это моя детка            | Yes Sir, That's My Baby     | миссис Флюгелдорфер                                  |
| 1949      | ф | Мои сны твои                   | My Dream Is Yours           | гость на вечеринке (в титрах не указана)             |
| 1949      | ф | Девушка из Джонс-Бич           | The Girl from Jones Beach   | модель (в титрах не указана)                         |
| 1949      | ф | Это великое чувство            | It's a Great Feeling        | модель (в титрах не указана)                         |
| 1949      | ф | Ревизор                        | The Inspector General       | крестьянка (в титрах не указана)                     |
| 1950      | ф | Школа для девочек              | Girls' School               | Джейн Эллен                                          |
| 1950      | ф | Сельская ярмарка               | County Fair                 | Филлис (в титрах не указана)                         |
| 1950—1951 | с | Театр у камина                 | Fireside Theatre            | разные роли (2 эпизода)                              |
| 1951      | ф | Каков ты есть                  | As You Were                 | сержант Пегги П. Хоппер                              |
| 1951      | ф | Королевская свадьба            | Royal Wedding               | танцовщица в гаитянском номере (в титрах не указана) |
| 1951      | ф | Я увижу тебя в моих снах       | I'll See You in My Dreams   | хористка (в титрах не указана)                       |
| 1951      | с | Отряд по борьбе с рэкетом      | Racket Squad                | разные роли (2 эпизода)                              |
| 1952      | с | Большой город                  | Big Town                    | (1 эпизод)                                           |
| 1952—1955 | с | Театр звёзд «Шлитц»            | Schlitz Playhouse of Stars  | (2 эпизода)                                          |
| 1953      | ф | Форт Ти                        | Fort Ti                     | Форчун Мэллори                                       |
| 1953      | ф | Полиция нравов                 | Vice Squad                  | Викки Уебб                                           |
| 1953      | ф | Сумасшедшие ноги               | Crazylegs                   | Рут Стамер                                           |
| 1953—1955 | с | Видео-театр «Люкс»             | Lux Video Theatre           | разные роли (3 эпизода)                              |
| 1954      | ф | Сабрина                        | Sabrina                     | Гретхен Ван Хорн                                     |
| 1954      | ф | Крик о мщении                  | Cry Vengeance               | Лили Арнольд                                         |
| 1954      | с | Телевизионный театр «Форда»    | The Ford Television Theatre | Холли Хейнс (1 эпизод)                               |
| 1954      | с | Театр четырёх звёзд            | Four Star Playhouse         | Сандра Старр (1 эпизод)                              |
| 1954      | с | Свистун                        | The Whistler                | Джойс Линден (1 эпизод)                              |
| 1954      | с | Агенты казначейства в действии | Treasury Men in Action      | Глория Лумис (1 эпизод)                              |
| 1955      | ф | Форт Юма                       | Fort Yuma                   | Мелани Краун                                         |
| 1955      | с | «Риджерс дайджест» на ТВ       | TV Reader's Digest          | Мэри (1 эпизод)                                      |
| 1955      | с | Шоу Боба Каммингса             | The Bob Cummings Show       | Фелиция (1 эпизод)                                   |
| 1955      | с | Сцена 7                        | Stage 7                     | Сандра Старр (1 эпизод)                              |
| 1955      | с | Театр научной фантастики       | Science Fiction Theatre     | Кира Зелас (1 эпизод)                                |
| 1955      | с | Фронтир                        | Frontier                    | (1 эпизод)                                           |
| 1955—1960 | с | Миллионер                      | The Millionaire             | разные роли (3 эпизода)                              |
| 1956      | ф | Полночный кошмар               | Terror at Midnight          | Сьюзен Лэнг                                          |
| 1956      | с | Человек по имени Икс           | The Man Called X            | (1 эпизод)                                           |
| 1957      | ф | Приманка на болотах            | Lure of the Swamp           | Кора Пейн                                            |
| 1957      | с | В суде                         | On Trial                    | Ив Эмерсон (1 эпизод)                                |
| 1957      | с | Полицейский штата              | State Trooper               | Джун Рогарт (1 эпизод)                               |
| 1957      | с | Перекрёстки                    | Crossroads                  | Мария (1 эпизод)                                     |
| 1957      | с | Маверик                        | Maverick                    | Марта Феррис (1 эпизод)                              |
| 1958      | с | Свидание с ангелами            | Date with the Angels        | Джанет (1 эпизод)                                    |
| 1958      | с | Кольт 45-го калибра            | Colt .45                    | Кэтрин Нортон (1 эпизод)                             |
| 1958      | с | Команда М                      | M Squad                     | Джули Даррелл (1 эпизод)                             |
| 1959      | с | Папа-холостяк                  | Bachelor Father             | Элейн Мичим (2 эпизода)                              |
| 1959      | с | Перри Мейсон                   | Perry Mason                 | Дженис Барроуз (1 эпизод)                            |
| 1959      | с | Годы беззакония                | The Lawless Years           | Эди Лоуренс (1 эпизод)                               |
| 1959—1960 | с | Гавайский детектив             | Hawaiian Eye                | разные роли (2 эпизода)                              |
| 1961      | с | Бунтарь                        | The Rebel                   | доктор Блесс Стеллинг (1 эпизод)                     |
| 1961      | с | Лучшее от «Пост»               | The Best of the Post        | Арла (1 эпизод)                                      |
| 1964—1969 | с | Три моих сына                  | My Three Sons               | Джэн Диринг (10 эпизодов)                            |
| 1966—1969 | с | Семейное дело                  | Family Affair               | мисс Каммингс (7 эпизодов)                           |